# 合同出版
合同出版（ごうどうしゅっぱん）は、日本の出版社。社会問題や環境問題に関する一般向け書籍や、育児書をはじめとする実用書を多く手がけている。平和の棚の会会員出版社。

## 歴史
1955年1月、戦後の出版史の一角を占めるソ連の『経済学教科書』を最初の出版物として刊行して以来、1960年代、1970年代には『グラムシ選集』『トリアッティ選集』『資本論を読む』（ルイ・アルチュセール、エティエンヌ・バリバール）などの社会科学の専門出版社として活動を続け、『無知の涙』（永山則夫1971年）が話題になった。
1980年代は社会問題として〈環境汚染、人体汚染、食品汚染〉をテーマに取り上げた『よくわかる合成洗剤』『食品添加物一問一答』『農薬問題一問一答』などを刊行、市民生協・市民運動のテキストとして活用された。
2010年1月、出版梓会より第25回出版文化正賞を受賞。『原爆詩集 八月』『イラク崩壊』『イラク脱走兵  真実の告発』『クラスター爆弾なんてもういらない。』などの刊行による、反戦と平和希求の姿勢が評価された。

## 主な刊行物
- 『恐るべきフロンガス汚染』（泉邦彦1987年）『恐るべき酸性雨』（谷山鉄郎1989年）などを皮切りに地球環境問題に取り組む。
- 『よくわかるダイオキシン汚染』（宮田秀明1998年）『よくわかる環境ホルモンの話』（北條祥子1998年）など、〔外なる環境（化学物質汚染・食品汚染）・内なる環境（人体汚染）〕を同時に考える「恐るべきシリーズ」「よくわかるシリーズ」を刊行。
- ドイツの環境教育をルポした『みみずのカーロ』（今泉みね子1999年）が厚生大臣賞を受賞。
- イラク開戦の前年、米国反戦マンガ『戦争中毒』（きくちゆみ監訳2002年）を刊行。
- 『戦争をしなくてすむ世界をつくる30の方法』（2003年）『世界から貧しさをなくす30の方法』（2006年）『人権で世界を変える30の方法』（2009年）などNGOが現場から発信する中学生〜市民に向けた〈シリーズ30の方法〉を刊行開始。
- 2011年3月の福島原発事故以降、『安斎育郎のやさしい放射能教室』（安斎育郎2011年）、『放射線セシウムが人体に与える医学的生物学的影響』（ユーリ・バンダジェフスキー2011年）、『チェルノブイリ・ハート』（マリアン・デレオ2011年）、『スウェーデンは放射能汚染からどう社会を守っているのか』（スウェーデン農業大学+防衛研究所+食品庁+農業庁+放射線安全庁2012年）など、脱原発のスタンスで、放射能汚染、原発事故に関する書籍を集中的に刊行。
- 2011年12月、原発労働の実態を撮影した『原発崩壊-樋口健二写真集』（樋口健二2011年）で第17回平和・協同ジャーナリスト基金賞大賞を受賞。

## 主な出版分野
- 環境問題・環境教育の入門書
- 人権・民主主義をテーマとした本
- 戦争や平和をテーマとした本